# Fearless (песня)
«Fearless» (с англ. — «Бесстрашный») — третья композиция с альбома Meddle английской группы Pink Floyd. Медленный темп песни и общие акустические черты встречаются и на других треках на первой стороне альбома. Дэвид Гилмор и Роджер Уотерс сочинили песню на гитаре, используя открытый строй соль мажор (Open G). Уотерс играет акустические партии гитары на студийной записи, несмотря на то, что он являлся басистом группы.
В начале и в конце песни звучит гимн ливерпульских футбольных болельщиков «You’ll Never Walk Alone», записанный прямо перед началом футбольного матча. Слово, ставшее названием композиции, взято из футбольного жаргона, где имело значение «удивительный».

## Участники записи
- Дэвид Гилмор — акустическая и электрическая гитары, вокал
- Роджер Уотерс — Ритм-гитара, бас-гитара
- Ричард Райт — Электропианино
- Ник Мэйсон — Ударные и перкуссия

а также:
- Ливерпульские болельщики, поющие «You’ll Never Walk Alone»

## Кавер-версии
- Fish, Songs from the Mirror (альбом каверов, 1993)
- Tom Freund, A Fair Forgery of Pink Floyd (трибьют-альбом, 2003)
- Low, A Lifetime of Temporary Relief: 10 Years of B-Sides and Rarities (2004)
- String Cheese Incident, Live at Asheville (2004)
- The Ohsees, OCS 2 (2004)
- Mary Lou Lord, Baby Blue (2004)
- Shadow Gallery, Room V (2005), как часть попурри «Floydian Memories»
- Ambulance LTD, New English EP (2006)
- Marco Benevento, Live at Tonic (2007)
- Gov’t Mule, Впервые исполнено 10/31/2008, в течение сета Mule-O-Ween